# Prosperidad Ciudadana
Prosperidad Ciudadana (PC) fue un partido político en Guatemala, fundado en 2016.

## Historia
Prosperidad Ciudadana es un partido político registrado el 26 de junio de 2016 en el Tribunal Supremo Electoral. En noviembre de 2018, la organización política concluyó los requisitos y fue oficializado como partido político en el mismo mes.
El partido político proclamó al alcalde de Villa Nueva Edwin Escobar Hill como candidato presidencial y a Blanca Alfaro, exalcaldesa de Masagua como candidata a la vicepresidencia. Sin embargo, la candidatura de Escobar fue revocada por la falta de validez de su finiquito, por lo que quedó fuera del proceso electoral. Sin embargo, pese a que el partido no tuvo binomio presidencial, logró obtener tres diputaciones de 160 en el Congreso, un escaño en el Parlamento Centroamericano y trece alcaldías.
El 15 de septiembre de 2021 el Tribunal Supremo Electoral inició el proceso de cancelación del partido por haber quedado desintegrado su Comité Ejecutivo Nacional después de la renuncia de varios miembros de esta.
El 27 de mayo de 2022, el partido solicitó al tribunal electoral, por medio de la entonces secretaria Dami Anita Kristensson Sales, que se le ampliara el plazo para realizar de nuevo asambleas para integrar la organización, pero su petición fue denegada. Por lo que solicitaron un amparo ante la Sala Quinta del Tribunal de lo Contencioso Administrativo y el 16 de junio de 2022 esta lo otorgó por medio del cual permitió al partido realizar las asambleas, aunque la agrupación no las realizó y solicitó al tribunal que otorgara otro plazo siendo el 25 de octubre de 2022 que la Sala permitió al partido convocar de nuevo para realizar las asambleas por esa razón el 20 de noviembre de 2022 el partido celebró una nueva asamblea siendo electo en esta como secretario general Antonio Malouf, exministro de Economía de Alejandro Giammattei, y como secretaria adjunta, la diputada electa en 2019 con la Unidad Nacional de la Esperanza, Lilian Piedad García Contreras.
Para las elecciones generales de 2023, el partido político postuló a los empresarios e influencers Carlos Pineda Sosa y Efraín Orozco como su binomio presidencial. Aunque inicialmente se esperaba que nominaran como candidato presidencial al exministro de Economía Antonio Malouf quien había renunciado al cargo y se había integrado al partido político. Malouf se retiró del partido en enero y renunció a su cargo dentro del partido.
El 9 de mayo de 2023, el partido político Cambio presentó un amparo ante la Sala de lo Contencioso Administrativo en contra de Prosperidad Ciudadana, alegando que el partido había incurrido en varios errores al momento de realizar sus asambleas partidarias en la elección de su Comité Ejecutivo Nacional en noviembre de 2022 debido a que este en 2021 se encontraba desintegrado pero por un amparo lograron convocar a asambleas sin embargo, al momento de realizar la Asamblea Nacional incumplieron con requisitos de procedimiento y aun así el Registro de Ciudadanos la inscribió. El 19 de mayo, la Sala de lo Contencioso Administrativo otorgó el amparo con el argumento de que al no inscribirse la Asamblea Nacional todo lo actuado posteriormente no tenía validez, anulando así las convocatorias a asambleas de nominación de candidatos y por ende la candidatura de Pineda y la de 218 candidatos a diputados y alcaldes del partido.
Dado que el partido no participó en las elecciones, de conformidad con la Ley Electoral y de Partidos Políticos, el partido será disuelto por el Tribunal Supremo Electoral.

### Secretarios generales
| Nombre                       | Período    |
| ---------------------------- | ---------- |
| Dami Anita Kristensson Sales | 2018-2022  |
| Antonio Malouf               | 2022-2023  |
| Lilian García Contreras      | desde 2023 |

## Elecciones presidenciales
| Elección | Candidato     | Votos               | %                   | Votos               | %                   | Resultado           |
| Elección | Candidato     | Primera vuelta      | Primera vuelta      | Segunda vuelta      | Segunda vuelta      | Resultado           |
| -------- | ------------- | ------------------- | ------------------- | ------------------- | ------------------- | ------------------- |
| 2019     | Edwin Escobar | Rechazado           | Rechazado           | Rechazado           | Rechazado           | Rechazado           |
| 2023     | Carlos Pineda | Candidatura anulada | Candidatura anulada | Candidatura anulada | Candidatura anulada | Candidatura anulada |